# Active Reef
Das Active Reef (in Argentinien Roca Active) ist ein isoliertes Felsenriff im Firth of Tay unmittelbar nördlich der Küste der Dundee-Insel an der Spitze der Antarktischen Halbinsel.
Entdeckt wurde es von Thomas Robertson, Schiffsführer des namensgebenden Walfängers Active bei der Dundee Whaling Expedition (1892–1893). Das Schiff lief am 10. Januar 1893 während eines Sturms auf das Riff auf.